# Leones del Caracas
O Caracas Base-ball Club mais conhecido por seu nome comercial Leones del Caracas, é uma equipe de Beisebol profissional da cidade de Caracas(Venezuela) que atua na Liga Venezuelana de Beisebol Profissional. Está sediado no Estádio Universitário de Caracas, da Universidade Central da Venezuela. Seu nome se deve ao nome oficial da cidade de Caracas, que é "Santiago de León de Caracas" e por isso tem em seu escudo oficial um leão como símbolo. O Leones del Caracas é uma equipe esportiva muito popular na Venezuela, onde é a equipe com mais títulos(24), vice-campeonatos(17) e  finais(34).

## Títulos
- Série do Caribe - 02 (1982, 2006)
- Liga Venezuelana de Beisebol Profissional - 20 (1947-48, 1948-49, 1951-52, 1952-53, 1956-57, 1961-62, 1963-64, 1966-67, 1967-68, 1972-73, 1977-78, 1979-80, 1980-81, 1981-82, 1986-87, 1987-88, 1989-90, 1994-95, 2005-06, 2009-10)